# Fischen im Allgäu
Fischen im Allgäu est une commune allemande de Bavière située dans la circonscription de la Souabe en Oberallgäu.

## Quartiers
| - Au - Berg - Burgegg - Hof - Jägersberg - Kreben | - Langenwang - Maderhalm - Oberthalhofen - Unterthalhofen - Weiler |

## Histoire
Fischen, en 906, était connue sous le nom de « Fiskina ».
En 1804, la ville devenait part du comté de Königsegg-Rotenfel, en Autriche par le traité de paix de Brünn et Pressburg signé avec le comté de Bavière.

## Monuments
- Chapelle des Femmes (Frauenkapelle)
- Église de St. Verena (Pfarrkirche St. Verena)
- historische Sägemühle
- Fischinger Heimathaus mit Skimuseum.

## Personnalités
- Hermann Beckler (1828-1914), explorateur, médecin et botaniste, mort à Fischen.
- Franz Herre (* 1926), historien et écrivain.
- Uwe Wegmann (* 1960), ancien joueur de football en Allemagne.